# Adriano Lima (nadador)
Adriano Gomes de Lima (Natal, 21 de junho de 1973) é um nadador paralímpico brasileiro que compete em competições internacionais de elite. Ele é onze vezes campeão dos Jogos Parapan-Americanos, ganhou nove medalhas nos Jogos Paralímpicos e também é nove vezes medalhista mundial. É considerado um dos maiores medalhistas do Brasil nos Jogos Paralímpicos.

## Biografia
Lima ficou paraplégico após cair do telhado enquanto trabalhava em uma construção aos dezessete anos.  A natação, inicialmente parte de seu processo de reabilitação, tornou-se sua grande paixão e transformou sua vida, levando-o a se tornar um dos maiores nomes da natação paralímpica brasileira. Além de sua carreira como atleta, Adriano é formado em Educação Física e vê nessa profissão uma forma de continuar envolvido no esporte, mesmo após o término de sua carreira nas piscinas. 

## Carreira
Sua trajetória paralímpica inclui participações em Atlanta 1996, Sydney 2000, Atenas 2004, Pequim 2008 e Londres 2012, onde acumulou um total de nove medalhas: uma de ouro, cinco de prata e três de bronze. 

### Jogos Paralímpicos de Verão de 2012
Em 2012, foi um dos sete atletas do Rio Grande do Norte a representar o estado nas Paralimpíadas de Londres 2012, marcando uma diferença significativa em relação à ausência de representantes do estado nos Jogos Olímpicos daquele ano. Até 2012, Adriano já acumulava nove medalhas paralímpicas em quatro edições anteriores dos Jogos, incluindo um ouro, cinco pratas e três bronzes. Antes da competição em Londres, Adriano participou da aclimatação da delegação brasileira em Manchester, na Inglaterra, com o objetivo de ampliar sua coleção de medalhas. Ele competiu em quatro provas: 50m, 100m e 400m livre, além de 100m peito, todas na classe S6.

### Jogos Paralímpicos de Verão de 2016
Em 2016, foi convocado para participar dos Jogos Paralímpicos de Verão Rio 2016, participando da modalidade 100 metros peito.

## Reconhecimento
Em 19 de março de 2018, Adriano foi condecorado com o título de Cidadão Natalense durante uma solenidade especial promovida na Câmara Municipal de Natal. 